# الکس آگیناگا
الکس آگیناگا (انگلیسی: Álex Aguinaga؛ زادهٔ ۹ ژوئیهٔ ۱۹۶۸) بازیکن فوتبال بازنشسته اهل اکوادور است. در حال حاضر او مربی تیم فوتبال ایتاگی است.
وی در تیم ملی فوتبال اکوادور بازی کرده‌است و از رکورداران تمام تاریخ این تیم با ۱۰۹ بازی و ۲۳ گل زده می‌باشد. آگیناگا همچنین در جام جهانی فوتبال ۲۰۰۲ به میدان رفته است.